# Port lotniczy Brema
Port lotniczy Brema (niem.: Flughafen Bremen, ang.: Bremen Airport, kod IATA: BRE, kod ICAO: EDDW) – lotnisko znajdujące się około 3 km od centrum Bremy, w dzielnicy Neustadt, w Niemczech.

## Linie lotnicze i kierunki lotów
| Linia lotnicza                | Kierunek |
| ----------------------------- | --- |
| Aegean Airlines               | Sezonowe czartery: 1. Heraklion |
| Austrian Airlines             | 1. Wiedeń |
| Corendon Airlines             | Sezonowo: 1. Antalya 2. Hurghada |
| European Air Charter          | Sezonowe czartery: 1. Burgas |
| Eurowings                     | 1. Stuttgart Sezonowo: 1. Palma de Mallorca |
| KLM                           | 1. Amsterdam |
| Lufthansa                     | 1. Frankfurt 2. Monachium |
| Mavi Gök Airlines             | Sezonowe czartery: 1. Antalya |
| Pegasus Airlines              | Sezonowo: 1. Antalya |
| Ryanair                       | 1. Alicante 2. Londyn-Stansted 3. Palma de Mallorca 4. Wilno Sezonowo: 1. Chania 2. Lanzarote 3. Malaga 4. Porto 5. Zadar                                                  |
| Star East Airline             | Sezonowe czartery: 1. Hurghada |
| Sundair                       | 1. Bejrut 2. Fuerteventura 3. Hurghada Sezonowo: 1. Antalya 2. Gran Canaria 3. Heraklion 4. Kos 5. Monastyr 6. Palma de Mallorca 7. Rodos 8. Teneryfa-Południe 9. Saloniki |
| SunExpress                    | 1. Antalya 2. Izmir |
| Swiss International Air Lines | 1. Zurych |
| Tailwind Airlines             | Sezonowe czartery: 1. Antalya |
| Trade Air                     | Czartery: 1. / Prisztina |
| Turkish Airlines              | 1. Stambuł |
| Wizz Air                      | 1. Skopje |